# Сесартис (приток Швянтойи)
Сесартис (лит. Siesartis), ранее Цесарка — река в Литве, протекает по территории Молетского и Укмергского районов. Левый приток Швянтойи. Длина реки составляет 64 км, площадь бассейна — 616 км².

## Течение
Серастис вытекает из северо-западной оконечности одноимённого озера в Лабанорском региональном парке (Молетский район). Высота истока — 145,4 метра над уровнем моря. Течёт в северном и северо-западном направлениях. В черте города Молетай протекает через небольшое озеро Поставелис. Скорость течения реки — 0,1 м/с. Ширина Сесартиса в нижнем течении около 10 м, глубина до 1 м. Средний уклон реки — 1,45 м/км. Средний расход воды в устье — 4,45 м³/с. В 11 км от устья на реке расположен Валтунайский пруд (площадь 2,7 га). Впадает в Швянтойи в 49 км от её устья, на высоте около 52 м.

## Притоки
Сесартис принимает следующие притоки:
- Правые: Жежиебра, Триупелис, Мокия, Плаштака.
- Левые: Грабуоста, Дуобуже, Имя, Желва, Шешуола, Шалтупис.

## Населённые пункты
На берегу реки расположен город Молетай, сёла Сесартис (Молетский район), Крапос, Сесартис (Укмергский район) и другие.

## Этимология
Название Сесартис предположительно связано с лит. srūti, sroventi «струиться, течь» лит. srovė «струя» (от индоевропейского *sreu- «течь», например санскр. sisarti «течит, струитса»).